# Gánt
Gánt es un pueblo húngaro perteneciente al distrito de Bicske, condado de Fejér.

## Superficie
Cuenta con una superficie de 58,15 km².

## Demografía
Hasta 2024 la población era de 731 habitantes, con una densidad de población de 12,57 hab/km².
| Gráfica de evolución demográfica de Gánt entre 2020 y 2024 |
|                                                            |
| Datos según la Oficina Central de Estadística de Hungría.  |